# Закон Лоджа — Філбіна
Закон Лóджа-Фі́лбіна (також Публічний закон 597 81-го Конгресу США; англ. Lodge Act, англ. Public Law 597 «An Act to provide for the enlistment of aliens in the Regular Army») — федеральний закон США, прийнятий 30 червня 1950 року, що дозволяв протягом певного періоду часу набирати обмежену кількість іноземних громадян на військову службу до Збройних сил США. Спочатку закон дозволяв набрати до 2500 іноземців-нерезидентів (пізніше ця кількість була збільшена до 12 500). Якщо вони успішно прослужили п'ять років із почесною відставкою, їм було гарантоване громадянство США.
Цей закон був проведений через Конгрес сенатором зі штату Массачусетс Генрі Кеботом Лоджем-молодшим за часів Холодної війни. Головною метою закону було використання мовного та культурного потенціалу іммігрантів центрально- та східноєвропейського походження у боротьбі держав Західного блоку проти держав комуністичної системи передусім у Європі, особливо у підпільній діяльності різного роду; особлива увага при цьому приділялася рекрутам зі Східного блоку з метою формування диверсійних підрозділів для роботи на цій території. Понад 200 східних європейців були прийняті до 1959 року, коли сплив термін дії закону. Дія закону, втім, не поширювалася на громадян Німеччини, країн Плану Маршалла та НАТО. Ідейно-політичний бік справи представлявся державними діячами США, а особливо самим Лоджем, як участь європейців у боротьбі «за свободу Європи», де малася на увазі свобода від комунізму.
Перші добровольці були прийняті згідно із цим законом до армії США у 1951 році у 7720-му збірному пункті (англ. Replacement Depot) німецького міста Зонтгофен.
Членам армії, що вступили до неї згідно із цим законом, які померли або загинули від поранень чи хвороб або за певних умов під час активної служби, — та були введені або відправлені до США принаймні один раз, — згідно із Публічними законами 101—249 надавалося посмертне громадянство. Заяви можна було подавати не пізніше, ніж у листопаді 2004 року (або протягом двох років з моменту їх смерті). Для порівняння, під час Другої світової іноземці, що відслужили лише три роки, мали право на громадянство.
Втім, Збройні сили не були зацікавлені у наборі великої кількості іноземців (за винятком Сил спеціального призначення). Президент Дуайт Ейзенхауер висловився з цього приводу у статті журналу Time від 1951 року: «Коли Рим … почав набирати найманців, Рим пав».
Наразі існує думка, що модернізоване використання подібної моделі могло б бути доцільним для США у «Війні з тероризмом».

## Відомі іноземці
- Алпо Марттінен[en]
- Лаурі Терні